# ビタミンB6
ビタミンB6 (vitamin B6) には、ピリドキシン (pyridoxine)、ピリドキサール (pyridoxal) およびピリドキサミン (pyridoxiamine) があり、ビタミンの中で水溶性ビタミンに分類される生理活性物質である。栄養素のひとつ。
生体内ではアミノ酸の代謝や神経伝達に用いられ、不足すると痙攣やてんかん発作、貧血などの症状を生じる。ヒトの場合、通常の食物に含まれるため食事が原因の欠乏症はまれとされるが、食品加工工程中での減少や抗生物質の使用などにより不足することもある。抗結核薬のイソニアジド(INH)は、ビタミンB6と構造が似ており、ビタミンB6に拮抗して副作用を引き起こすことがある。そのためイソニアジドとビタミンB6は、しばしば併用される。欠乏すると様々な症状を呈する。しかし、臨床検査でビタミンB6の状態を容易に評価する方法は開発されていない。
補酵素形はピリドキサール-5'-リン酸である。

## 構造式
| ピリドキシンの構造式 | ピリドキサールの構造式 | ピリドキサミンの構造式 |
| ピリドキシン         | ピリドキサール         | ピリドキサミン         |
| (アルコール形)       | (アルデヒド形)         | (アミン形)             |

## 機能
ビタミンB6の代謝で活性な形態であるピリドキサールリン酸は、主要な栄養素の代謝、神経伝達物質合成、ヒスタミン合成、ヘモグロビン合成及び遺伝子発現などの多くの反応に関与している。ピリドキサールリン酸は一般的に多くの反応の補酵素として機能し、脱炭酸、転移、ラセミ化、離脱、置換およびβ-基の反応を促進する。また、抗腫瘍作用の存在が指摘されている。ビタミンB6による代謝は肝臓で行われる。

### アミノ酸の代謝
ピリドキサールリン酸 (PLP) は、アミノ酸を異化するトランスアミナーゼ補因子である。ピリドキサールリン酸は、2つの反応を経由してシステインにメチオニンに変換する2つの酵素の必須成分である。ビタミンB6が欠乏した状態では、これらの酵素の活性の低下をもたらすことになる。ピリドキサールリン酸はまた、セレノメチオニンからセレノホモシステインへの代謝に関与する酵素に不可欠な補因子であり、その後、セレノホモシステインからセレン化水素になる。ビタミンB6は、トリプトファンからナイアシンへの変換のために必要とされ、ビタミンB6が低い状態はこの変換に支障をきたすことになる。またピリドキサールリン酸は、アミノ酸の脱カルボキシル化によって生理学的に活性なアミンを生成する際に使用される。これのいくつかの注目すべき例としては、ヒスチジンからヒスタミンを、トリプトファンからセロトニンを、グルタミン酸からγ-アミノ酪酸 (GABA) を、ジヒドロキシフェニルアラニンからドーパミンを生成させることがあげられる。

### 糖新生
ビタミンB6は、糖新生においても役割を果たしている。ピリドキサールリン酸は、糖新生の基質として利用されるアミノ酸に必須である転移反応を触媒することができる。また、ビタミンB6は、グリコーゲン分解が起こるために必要な酵素であるグリコーゲンホスホリラーゼの必須補酵素である。

### 脂質代謝
ビタミンB6は、スフィンゴ脂質を生合成する酵素の必須成分である。特に、セラミドの合成は、ピリドキサールリン酸を必要とする。この反応において、セリンは脱炭酸され、パルミトイルCoAと結びついてスフィンガニンを生成する。これは脂肪酸アシルCoAと結びついてジヒドロセラミドを生成する。ジヒドロセラミドは、不飽和化されてセラミドを生成する。スフィンゴシン-1-リン酸を分解する酵素S1Pリアーゼもピリドキサールリン酸に依存するため、スフィンゴ脂質の分解もビタミンB6に依存している。

## 代謝機能
ビタミンB6の主な役割は、代謝に関与する体内の多くの他の酵素の補酵素として作用することである。この役割は、活性型のピリドキサールリン酸によって行われる。この活性型は、食品に含まれているピリドキサール、ピリドキシン及びピリドキサミンから変換される。
ビタミンB6は、以下の代謝過程に関与している。
- アミノ酸、グルコースおよび脂質代謝
- 神経伝達物質合成
- ヒスタミン合成
- ヘモグロビン合成と機能
- 遺伝子発現

### アミノ酸代謝
ピリドキサールリン酸は、合成から分解までのほぼすべてのアミノ酸代謝に関与する。
1. アミノ基転移：アミノ酸を分解するのに必要なトランスアミナーゼ酵素はピリドキサールリン酸の存在に依存している。これらの酵素の活性は、アミン基を元のアミノ酸から別のアミノ酸などに移動させるのに重要である。
2. 含硫基移動：ピリドキサールリン酸がシスタチオニン合成酵素とシスタチオナーゼの機能のために必要な補酵素である。これらの酵素は、メチオニンをシステインに変換する。
3. セレノアミノ酸代謝：セレノメチオニンは、食物中に存在するセレンの主要な形である。ピリドキサールリン酸は、食物中のセレン化合物を利用できるような酵素の補因子として必要とされる。ピリドキサールリン酸は、セレノホモシステインからセレン化水素を生成してセレンを放出する補因子の役割を果たしている。セレン化水素は、セレンをセレン含有タンパク質中に組み込むことができる[2]。
4. ビタミンB6はまた、トリプトファンからナイアシンを生成するために必要とされ、ビタミンB6の欠乏はこの変換を損うことになる。

### 神経伝達物質の合成
ピリドキサールリン酸依存性酵素は、セロトニン、ドーパミン、アドレナリン、ノルアドレナリン及びγ-アミノ酪酸（GABA）の5つの重要な神経伝達物質の生合成において役割を果たす。神経修飾物質のD-セリンを合成するセリンラセマーゼも、ピリドキサールリン酸依存性酵素である。

### ヒスタミン合成
ピリドキサールリン酸は、ヒスタミンの代謝に関与している。

### ヘモグロビン合成と機能
ピリドキサールリン酸は、アミノレブリン酸シンターゼの補酵素として働くことによってグリシンとスクシニルCoAがD-アミノレブリン酸へ縮合することでヘモグロビンの合成の第一歩を行う。また、ピリドキサールリン酸は、ヘモグロビンの酸素結合を強化するために、ヘモグロビンの2つの部位に結合する。

### 遺伝子発現
ビタミンB6は、ホモシステインをシスタチオニンを経てシステインに変換する。ピリドキサールリン酸は、特定の遺伝子の発現の増減に関与している。細胞内のビタミンの増加レベルは、グルココルチコイドホルモンの転写の減少につながる。また、ビタミンB6欠乏症は、アルブミンmRNAの発現の増加につながる。また、ピリドキサールリン酸は、種々の転写因子と相互作用することにより、糖タンパク質IIbの遺伝子発現に影響を与え、血小板凝集の阻害をもたらす。

## 欠乏症
ビタミンB6の供給源には、牛乳、鶏肉、豆、バナナ、魚、果物、野菜などが含まれる。これらの食品が不足している人は、サプリメントからビタミンB6を摂取したいと思うかもしれないが、一般の人々がサプリメントを使用すると、血管の問題が発生する。
- ペラグラ、脂漏性皮膚炎、舌炎、口角炎、リンパ球減少症。成人では希に、うつ状態、錯乱、脳波異常、痙攣発作。

ホモシステインの代謝が十分に行われず高ホモシステイン血症を呈し、痴呆症との関連性が指摘されている。

### ギンナン食中毒
イチョウの銀杏にはビタミンB6の類縁体4-O-メチルピリドキシン (ギンコトキシン、4-O-methylpyridoxine、MPN) が含まれているが、これはビタミンB6に拮抗してビタミンB6欠乏症を呈しGABAの生合成（GABAは脳内でグルタミン酸のα位のカルボキシル基が酵素反応により除かれることによって生成）を阻害し、まれに痙攣などを引き起こす。大人の場合かなりの数を摂取しなければギンナン食中毒になることはないが、場合によっては、1日5 - 6粒程度でも中毒になることがあり、特に報告数の70%程度が5歳未満の小児である。

### 中華料理店症候群
中華料理店症候群とは、頭痛、顔面紅潮、発汗、顔面や唇の圧迫感などの症状から構成される症候群である。グルタミン酸ナトリウムを単一の原因とする説が広く流布しているが、医学的には食事後に発生するいろいろな原因の病的症状の総称と考えられる。中華料理店症候群の症状を抑えるには、グルタミン酸ナトリウムの多い食事の前に通常量のビタミンB6の投与が有効とされる。

## 過剰症
ビタミン欠乏性ニューロパシーのビタミン補給療法実施時に、進行性感覚性失調、重度の位置感覚、振動感覚障害を含む靴下-手袋状に現れる末梢神経障害